# Gopal Krishna Gokhale

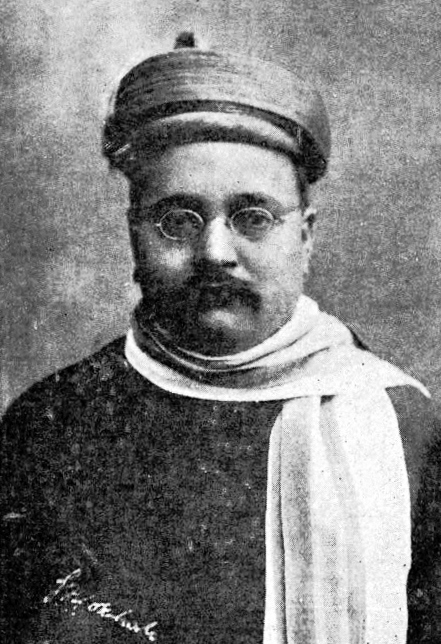
Gopal Krishna Gokhale

Gopal Krishna Gokhale (Kothluk, Maharashtra, 9 mei 1866 - Bombay, 19 februari 1915) was een belangrijk strijder voor de onafhankelijkheid van India.
Het was Gokhale die Mohandas Karamchand Gandhi opriep om te strijden voor de onafhankelijkheid van India.
Hij was leider van het Indian National Congress en stichter van de Servants of India Society.
- Bibliothèque nationale de France: cb122116079 (data)
- Gemeinsame Normdatei: 120512610
- International Standard Name Identifier: 0000 0001 2022 5125
- Library of Congress Control Number: n50034350
- Nationale Bibliotheek van Tsjechië: jo2011555915
- Nationale Bibliotheek van Israël: 987007271534405171
- Nationale Bibliotheek van Polen: a0000001281359
- Nederlandse Thesaurus van Auteursnamen: 069866481
- SNAC: w64p2nsw
- Système universitaire de documentation: 030765978
- Trove: 835620
- Virtual International Authority File: 24650817
- WorldCat: E39PBJf8t4P84bHvVdPFgtGfv3